# Скандал с филателистическими конвертами «Аполлона-15»
Скандал с филателистическими конвертами «Аполлона-15» — инцидент, который произошёл в отряде астронавтов США в 1971—1972 годах и был связан с филателистическими конвертами, прихваченными на борт «Аполлона-15». Продажа несанкционированных космических филателистических материалов (почтовых сувениров) седьмой лунной миссии вызвала негативную реакцию и разбирательство на уровне Конгресса США, что отрицательно сказалось на дальнейшей карьере причастных к инциденту астронавтов.

## История
В июле — августе 1971 года состоялся седьмой пилотируемый полёт к Луне на космическом корабле «Аполлон-15», на борту которого находились астронавты Дэвид Скотт, Альфред Уорден и Джеймс Ирвин. Экипаж «Аполлона-15» негласно, без ведома НАСА взял с собой в лунную экспедицию филателистические материалы — 398 памятных конвертов первого дня с наклеенными на них почтовыми марками США и специальными гашениями, посвящёнными полёту. Известно, что накануне полёта было изготовлено 400 таких конвертов, но два из них были повреждены и уничтожены ещё до старта корабля. Помимо 398 тайно пронесённых конвертов, у экипажа «Аполлона-15» на борту было также 243 официальных конверта, подготовленных Почтовой службой США.
Согласно сделке, заключённой экипажем с Уолтером Айерманом (H. Walter Eiermann), гражданином США, имевшим обширные профессиональные и социальные контакты среди сотрудников НАСА и астронавтов, по возвращении на Землю сто подписанных астронавтами филателистических конвертов должны были быть переданы Айерману. За это Айерман пообещал положить на сберегательный счёт, открытый на имя каждого из троих астронавтов, по 7 тысяч долларов США. Остальные 298 конвертов должны были стать собственностью членов экипажа в качестве сувениров. Доходы от продажи предполагалось направить на учреждение доверительных фондов для обучения в колледже детей членов экипажа «Аполлона-15». При этом Айерман сказал астронавтам, что не будет ни рекламировать, ни продавать эти конверты до завершения космической программы «Аполлон».
Однако Айерман выступал лишь посредником в этой сделке, а сами конверты предназначались владельцу одной немецкой филателистической фирмы из Лорха (Германия), который и обратился к Айерману с этой идеей. Эта сотня конвертов сегодня известна среди филателистов как «конверты Зигера» («Sieger covers») — по имени торговца почтовыми марками Германа Зигера. Зигер практически сразу выставил конверты на продажу по средней цене 1,5 тысячи долларов. Когда Скотт услышал об этом, он связался с Айерманом и потребовал прекратить продажу. Экипаж также решил не брать никаких денег у Айермана. Незамедлительная реакция последовала и со стороны НАСА: оставшиеся у экипажа 298 конвертов были конфискованы, как только стало известно о публичной продаже «конвертов Зигера».

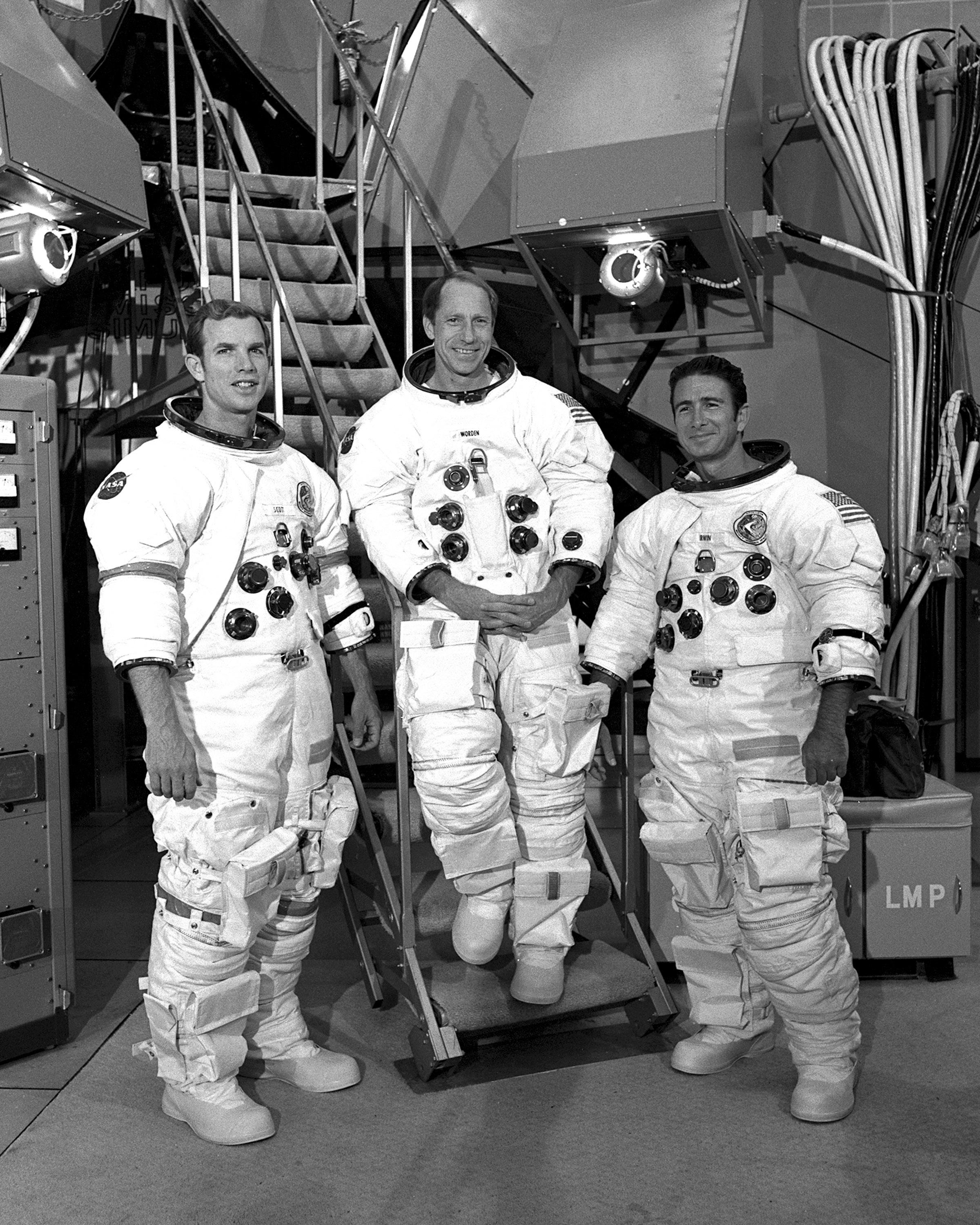
Экипаж «Аполлона-15» в составе Скотта, Ирвина и Уордена, которые оказались в центре филателистического скандала

Взятие с собой сувениров в космос не было в то время официально запрещено ни федеральными законами, ни инструкциями НАСА. К тому же до этого НАСА закрывало глаза на подобные действия астронавтов в предыдущих космических полётах. Несмотря на это, факт продажи «конвертов Зигера» получил широкую огласку, был негативно воспринят и в конце концов попал в поле зрения Конгресса США. В результате разгоревшегося скандала руководство НАСА привлекло к дисциплинарной ответственности астронавтов «Аполлона-15», включая его командира Дэвида Скотта, а также Джека Суайгерта, летавшего на «Аполлоне-13». Первый признался в факте присутствия незаявленных конвертов с почтовыми марками на борту. Второй не принимал непосредственного участия в несанкционированном изготовлении и использовании филателистических материалов экипажем «Аполлона-15», но не был настроен на сотрудничество со следователями, когда его попросили проинформировать о практике подобного провоза сувениров на космических кораблях лунных миссий, и вначале утверждал, что не занимался этим на борту «Аполлона-13». Однако когда стали всплывать доказательства против него, он дал признательные показания руководителю отряда астронавтов Дональду Слейтону, вследствие чего его дальнейшее участие в полётах стало считаться нежелательным с точки зрения поддержания престижа НАСА.

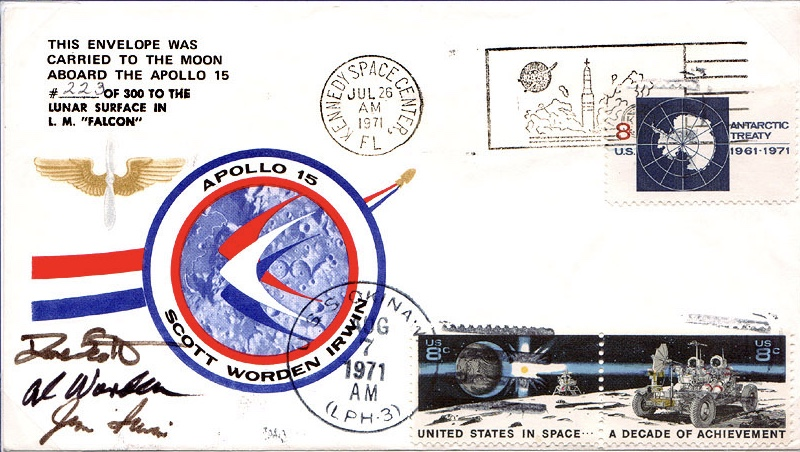
Несанкционированный конверт «Аполлона-15» за номером 223 из коллекции Дэвида Скотта, побывавший на поверхности Луны, с подлинности

В результате скандала Скотт был отстранён от космических полётов и в дальнейшем работал в наземных службах НАСА, в частности, над системой стыковки для будущей программы «Союз — Аполлон» в Центре пилотируемых космических полётов. Альфред Уорден был также переведён на нелётную работу в системе НАСА — в Исследовательский центр Эймса (англ. Ames Research Center). Джеймс Ирвин подал в отставку и стал проповедником основанной им христианской миссии «Высокий полёт» в Колорадо-Спрингс (штат Колорадо). Наказан был и Суайгерт: его исключили из экипажа готовившегося совместного полёта «Союз — Аполлон». Заслушивание в Конгрессе США должностных лиц НАСА в связи с этим делом стало ещё одним источником неприятностей для агентства.
Руководитель отряда астронавтов Дональд Слейтон впоследствии вспоминал в своей автобиографии, что он посчитал, что Скотт, Уорден и Ирвин поставили в затруднительное положение НАСА и всю программу «Аполлон». По мнению Слейтона, экипаж попытался таким способом нажиться на тяжёлом труде, вложенном в миссию «Аполлона-15», не говоря уже о том, что это совершенно противоречило правилам НАСА, предусматривавшим получение специального разрешения на взятые с собой в полёт личные предметы. Слейтон встретился с астронавтами, и они рассказали ему, что и зачем они сделали. Именно тогда Слейтон вывел их из резервного состава экипажа «Аполлона-17» и фактически прервал их карьеру астронавтов.
Конфискованные 298 конвертов были возвращены экипажу лишь в 1983 году, когда астронавты подали судебный иск к правительству с требованием о возврате филателистических сувениров. В иске экипаж ссылался на аналогичную договорённость между НАСА и Почтовой службой США о продаже конвертов, побывавших в том же году на борту «Спейс шаттла». Полученные обратно конверты были астронавтами пронумерованы и снабжены сертификатами подлинности.
|  |  |

## Филателистическая ценность
О дальнейшей судьбе «нелегитимных» филателистических сувениров «Аполлона-15» сообщается не так уж много. Время от времени одиночные конверты всплывают на аукционах и продаются от имени членов семей астронавтов, что может свидетельствовать о том, что после 1983 года нашумевшие артефакты космической лунной почты остаются в распоряжении их первоначальных владельцев и их наследников.
Рыночная стоимость этих филателистических конвертов с годами постоянно росла, учитывая их редкость и привлекательность для коллекционеров как космических сувениров, так и почтовых марок. К примеру, один такой конверт был продан в октябре 2000 года за $14 950, тогда как более ранние аукционные сделки совершались в среднем по $7500 за штуку. В январе 2008 года конверт за номером 214, принадлежавший Дэвиду Скотту, был выставлен на аукционе «Novaspace» его дочерью Трейси Скотт и ушёл за 15 тысяч долларов США.